# Les Martiens sont là
 (avril 2020).
Si vous disposez d'ouvrages ou d'articles de référence ou si vous connaissez des sites web de qualité traitant du thème abordé ici, merci de compléter l'article en donnant les références utiles à sa vérifiabilité et en les liant à la section « Notes et références ».
Les Martiens sont là (De gezanten van Mars en néerlandais) est le trente deuxième album de bande dessinée de la série Bob et Bobette. Il porte le numéro 115 de la série actuelle. Il a été écrit par Willy Vandersteen et a été publié dans le magazine Tintin du 2 février 1955 au 4 avril 1956.
C'est la sixième histoire de la série bleue, une série distincte d'histoires de Bob et Bobette qui a été pré-publiée dans Tintin . Vandersteen a dû adapter ses histoires et son style de dessin aux conventions de ce magazine. Parmi les personnages principaux, seuls Bob, Bobette et Lambique participent à la série bleue.

## Synopsis
Nos trois amis passent leurs vacances sur la Côte d'Azur alors que Lambique est fasciné par les soucoupes volantes? Grâce au commandant Costo, Lambique découvre dans l'épave d'un ancien navire grec un document faisant référence aux martiens. Le soir même, le trio tombe sur une soucoupe volante qui se pose et la prennent en photo. Un espion, Petaritz, surprend nos amis et pense que Lambique connait le secret de ces engins. Nos amis sont enlevés cette nuit-là par les Martiens à bord de leur soucoupe. Ils assistent à un voyage interstellaire mouvementé, par écran interposé, et sont autorisés à poser le pied sur une planète inconnue pendant quelques minutes, munis de scaphandres.
À son retour, Lambique organise une réunion avec le gouvernement français à Paris et la venue officielle des martiens dans la capitale. Des scientifiques de renom sont invités à visiter la soucoupe. Petaritz, quant à lui, veut faire sauter le vaisseau, convaincu qu'il s'agit d'un complot. Nos amis sauront-ils l’empêcher ? Les martiens sont-ils ce qu'ils prétendent être ?

## Personnages
- Bob
- Bobette
- Lambique
- Petaritz
- Commandant Costo[2]
- Antonin

## Lieux
- France : Nice, Côte d'Azur, Paris : Seine, Place de la Concorde, Gorges du Loup

## Autour de l'album
- Vandersteen a commencé l'histoire en 1947, en relation avec l' incident de Roswell qui a eu lieu le 8 juillet de la même année[3].  Il situe en grande partie l'histoire à Paris, car le marché de la bande dessinée français devient également de plus en plus important pour l'hebdomadaire Tintin et Vandersteen veut suivre cette tendance.
- En raison de la popularité de l'histoire, le supermarché Grand Bazar à Anvers a transformé ses salles en un grand vaisseau spatial en 1958 dans lequel les personnages principaux de l'histoire ont été représentés. Les maquettes sur Jérôme ont été distribués comme une action supplémentaire malgré l'absence de ce dernier dans l'album.
- Comme pour toutes les histoires de la série bleue cette histoire a aussi été coupée en partie dans la série rouge pour répondre à la norme standard de 58 pages. L'une des scènes qui a été supprimée est celle dans laquelle la soucoupe volante dans laquelle Bob, Bobette et Lambique se déplacent menace d'entrer en collision avec un météore. Ce passage est représenté sur les couvertures des albums[4].